# Хлюпино (платформа)
Хлю́пино — остановочный пункт Белорусского направления МЖД в Одинцовском районе Московской линии. Расположена на линии Голицыно — Звенигород.

## История платформы
Остановочный пункт Хлюпино был открыт в 1926 году и получил название по располагающейся рядом деревне Хлюпино.

## Современное состояние
Состоит из одной высокой боковой платформы, используемой для движения в обоих направлениях. У платформы расположено здание билетной кассы. Относится к 6 тарифной зоне, не оборудована турникетами, билеты не продаются. Летом 2007 года платформа была реконструирована. Положены новые рельсы на всей ветке, и платформа построена заново.